# Vuch
Vuch s.r.o. je český prodejce kabelek, batohů, bot, peněženek a dalších módních doplňků. 

## Historie
Značku Vuch [vuš] založili v roce 2015 Martin Kůs a Ondřej Hyrš v Chrudimi. Ondřej měl zkušenosti s on-line byznysem a Martin zase s estetikou a grafikou. Po průzkumu trhu se rozhodli pro svět módy, a úspěšně uvedli svoje první modely peněženek. Rostoucí značka pak rozšířila svůj sortiment o další produkty. V roce 2022 vstoupila do firmy investiční skupina E-rockets.
Vuch působí ve 30 zemích, zejména v Evropské unii; největší podíl tvoří objednávky ze Slovenska, Maďarska, Polska, Slovinska a Chorvatska. Od roku 2024 působí i v Německu.

## Ocenění
- Česká kvalita (2024)
- Udržitelný e-shop (2023)
- ocenění od společnosti Deloitte (2020–2023)
- TOP Odpovědná firma (2021)
- Bezproblémové reklamace Retino
- ověření od srovnávače Heureka a e-shopu Glami

Od roku 2024 je Vuch členem Asociace společenské odpovědnosti.